# Алгоритм Эрли
Алгори́тм Э́рли (англ. Earley) — алгоритм синтаксического анализа предложения по контекстно-свободной грамматике, основанный на методе динамического программирования. В отличие от алгоритма Кока — Янгера — Касами, который требует приведения грамматики к нормальной форме Хомского, алгоритм Эрли привлекателен тем, что не накладывает ограничений на используемую для анализа контекстно-свободную грамматику. Кроме того, Алгоритм Кока — Янгера — Касами работает по принципу «снизу-вверх», то есть строит возможные деревья разбора предложения начиная с вершины. В отличие от него Алгоритм Эрли реализует стратегию вывода «слева-направо».